# West Haverstraw (village)
West Haverstraw est un village du comté de Rockland, dans l'État de New York, aux États-Unis,. En 2010, il comptait une population de 10 165 habitants.

## Démographie
Lors du recensement de 2010, le village comptait une population de 10 165 habitants, tandis qu'en 2019, elle est estimée à 10 189 habitants.